# 일본 여자 배구 국가대표팀
일본 여자 배구 국가대표팀(일본어: バレーボール日本女子代表)은 일본을 대표하여 국가대항전에 참가하는 여자 배구 국가대표팀으로 일본 배구 협회에 의해 운영된다.

## 대회 성적

### 올림픽
- 1964년 —  금메달
- 1968년 —  은메달
- 1972년 —  은메달
- 1976년 —  금메달
- 1984년 —  동메달
- 1988년 — 4위
- 1992년 — 5위
- 1996년 — 9위
- 2000년 — 출전 자격 획득 실패
- 2004년 — 공동 5위
- 2008년 — 공동 5위
- 2012년 —  동메달
- 2016년 — 공동 5위
- 2020년 — 10위
- 2024년 —

### 세계선수권
- 2006년 — 6위
- 2010년 —  동메달
- 2014년 — 7위
- 2018년 — 6위

## 같이 보기
- 일본 배구 국가대표팀